# Boggie
Boglárka Csemer, występująca też pod pseudonimem Boggie (ur. 30 listopada 1986 w Budapeszcie) – węgierska piosenkarka.
Rozgłos zdobyła w 2014 dzięki teledyskowi do utworu „Parfüm”, w krórym skrytykowała współczesny konsumpcjonizm i kult perfekcyjności promowany w mediach. Reprezentowała Węgry w 60. Konkursie Piosenki Eurowizji (2015).

## Życiorys
W 2010 nawiązała współpracę z klawiszowcem Áronem Sebestyénem, z którym stworzyła projekt muzyczny o nazwie Boggie. W 2012 ich utwór „Japánkert” został wyróżniony Nagrodą Specjalną Węgierskiego Stowarzyszenia Jazzowego. W kwietniu 2013 wydała swój debiutancki album pt. Boggie. Promowała go singlem „Parfüm”, do którego nakręciła teledysk (reż. Bálint Nagy i Nándor Lőrincz) przedstawiający w satyryczny sposób piosenkarkę retuszowaną w programie graficznym podczas śpiewania utworu, czym piosenkarka chciała wyrazić „krytykę współczesnego konsumpcjonizmu i kultu perfekcyjności promowanego w mediach” oraz „zachęcić kobiety do bycia sobą”. Wideoklip wzbudził zainteresowanie mediów m.in. w Wielkiej Brytanii, Stanach Zjednoczonych i Polsce. Dzięki szerokiemu zainteresowaniu teledyskiem Boggie zadebiutował na 17. miejscu listy najczęściej kupowanych płyt jazzowych w Stanach Zjednoczonych.

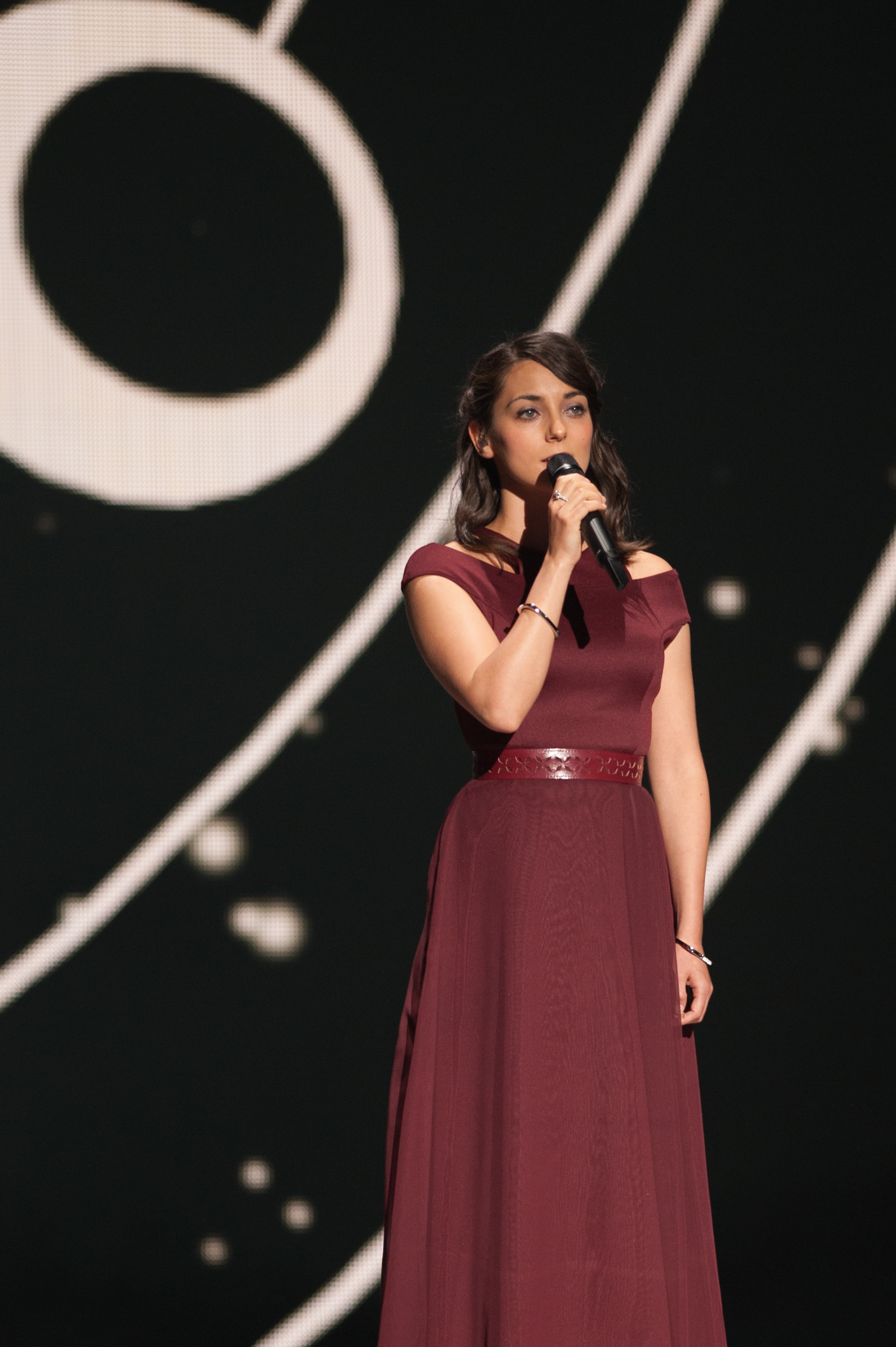
Boggie w 60. Konkursie Piosenki Eurowizji w Wiedniu (2015)

W październiku 2014 album pt. All Is One Is All. W ramach promocji płyty wyruszyła w jesienną trasę koncertową po Stanach Zjednoczonych. Z promującym album utworem „Wars for Nothing”, opowiadającym o „bezsensowności rozgrywających się na świecie konfliktów i tragedii”, zwyciężyła w finale wieloetapowego programu A Dal, dzięki czemu została ogłoszona reprezentantką Węgier w 60. Konkursie Piosenki Eurowizji w Wiedniu. Podczas występów w węgierskich eliminacjach eurowizyjnych użyła w wizualizacjach zwrotów dotyczących liczby ofiar rozgrywających się na świecie konfliktów i tragedii, m.in. pokazała zdanie: 2014. Gaza. Dwie trzecie ofiar to cywile, w tym ponad 500 dzieci, czym nawiązała do konfliktu izraelsko-palestyńskiego i operacji wojskowej, którą Izrael przeprowadził przeciwko Hamasowi latem 2014. Oburzenie wówczas wyraził Ilan Mor, ambasador Izraela na Węgrzech, który domagał się wycofania węgierskiej propozycji z Eurowizji. Jeden z przedstawicieli węgierskich władz miał zapewnić izraelskiego ambasadora, że w piosence nie ma odniesień do wydarzeń w Strefie Gazy. Boggie odpadła zarzuty, mówiąc, że „to piosenka nie tylko o pokoju, ale także naszej zdolności do brania odpowiedzialności za nasze działania”. W maju 2015 wystąpiła w finale Eurowizji i zajęła w nim 20. miejsce. Pod koniec września 2015 wydała teledysk do utworu „Camouflage”. W grudniu 2016 wydała świąteczny utwór „Ilyenkor”.
15 września 2017 premierę miał jej album pt. 3, który promowała singlami: „Szeretem őt”, „Run to the River”, „Végtelen” i „Confidences sur le divan”

### Życie prywatne
24 maja 2014 wyszła za mąż. Ma córke (ur. 30 grudnia 2016).

## Dyskografia

### Albumy studyjne
| Rok  | Dane dot. albumu                                                                                             | Najwyższe pozycje na liście |
| Rok  | Dane dot. albumu                                                                                             | HUN                         |
| ---- | --- | --------------------------- |
| 2013 | Boggie - Wydany: 13 kwietnia 2013 - Wytwórnia: Tom-Tom Records - Format: CD, digital download                | 4                           |
| 2014 | All Is One Is All - Wydany: 24 października 2014 - Wytwórnia: Tom-Tom Records - Format: CD, digital download | 5                           |
| 2017 | 3 - Wydany: 15 września 2017 - Wytwórnia: Tom-Tom Records - Format: CD, digital download                     | –                           |

### Single
| Rok                                                      | Tytuł                       | Najwyższe pozycje na liście | Album             |
| Rok                                                      | Tytuł                       | HUN                         | Album             |
| -------------------------------------------------------- | --------------------------- | --------------------------- | ----------------- |
| 2012                                                     | „Japánkert”                 | –                           | Boggie            |
| 2013                                                     | „Parfüm” / „Nouveau Parfum” | 1                           | Boggie            |
| 2014                                                     | „Fearless”                  | –                           | All Is One Is All |
| 2015                                                     | „Wars for Nothing”          | 16                          | All Is One Is All |
| „–” oznacza, że singel nie był notowany na danej liście. |                             |                             |                   |